# 安蒂·涅米 (1956年)
安蒂·涅米（Antti Niemi，1956年—），理论物理学家、瑞典皇家科学院院士、芬兰科学院院士、中华人民共和国教育部长江学者讲座教授，主要从事粒子物理、凝聚态理论、非线性动力学等方面的研究。